# Челлере
Челлере (итал. Cellere) — коммуна в Италии, располагается в регионе Лацио, в провинции Витербо.
Население составляет 1306 человек (2008 г.), плотность населения составляет 35 чел./км². Занимает площадь 37 км². Почтовый индекс — 1010. Телефонный код — 0761.
Покровителем коммуны почитается святой Эгидий, празднование 1 сентября.

## Демография
Динамика населения:

## Администрация коммуны
- Официальный сайт: http://www.comune.cellere.vt.it/